# Донское благочиние (Московская епархия)
Донско́е благочи́ние (Донской благочиннический округ) — благочиние Московской епархии Русской православной церкви, объединяющее храмы и приходы на территории Донского, Нагорного, Нагатино-Садовники, Чертанова Северного, Чертанова Центрального, Чертанова Южного, Бирюлёва Западного и Царицына районов Южного административного округа города Москвы.
Благочинный округа — протоиерей Александр Фарковец, настоятель храма Ризоположения на Донской улице.
Благочиние создано в мае 2012 года путём выделения части приходов из Даниловского благочиния.

## Храмы благочиния
| Название                                                                             | Годы строит-ва | Краткое описание | Изображение | Адрес                                                      |  |
| ------------------------------------------------------------------------------------ | -------------- | --- | ----------- | ---------------------------------------------------------- |  |
| Храм Ризоположения на Донской                                                        | 1701—1716      | Каменная церковь в стиле московского барокко. Единственный в мире храм, посвященный положению ризы Иисуса Христа в Москве. Приделы: - Положения Ризы Христа Спасителя (главный) - Апостола Иакова Алфеева - Великомученицы Екатерины Александрийской |             | Донская улица, 20/6                                        |  |
| Храм Покрова Пресвятой Богородицы на Городне                                         | 1722           | В 1627 году была построена деревянная церковь, на месте которой в 1722 году был построен каменный храм. В 1878 году был пристроен придел и возведена колокольня. В период 1938—1991 гг. храм был закрыт. В 1991 году богослужения возобновились. В храме служили священномученики Николай Виноградов, Петр Голубев, Сергий Кротков. Престолы: - Покрова Пресвятой Богородицы (главный) - Николая Чудотворца - Праведных Захарии и Елизаветы. |             | Вторая Покровская улица, 24 стр. 1                         |  |
| Храм Сошествия Святого Духа на Даниловском кладбище                                  | 1829—1838      | Каменный храм построен на месте деревянной церкви на средства С. Л. Лепешкина по проекту архитектора Фёдора Шестакова. Освящен 25 сентября 1838 года. Приделы: - Сошествия Святого Духа (главный) - Святой праведной Анны - Князя Даниила Московского - Священномучеников Херсонесских |             | Духовской переулок, 1/14                                   |  |
| Храмы при Психиатрической клинической больнице №1                                    | 1894—1900      | Домовой храм иконы Божией Матери «Всех скорбящих Радость» в главном больничном корпусе освящён в 1896 году. Храм во имя Иоанна Рыльского для отпевания усопших построен в 1900 году. Приписаны к храму Сошествия Святого Духа на Даниловском кладбище. Настоятель — протоиерей Александр Церковников |             | Загородное шоссе, 2                                        |  |
| Церковь Николая Чудотворца в Бирюлёве                                                | 1957           | Деревянная церковь, построена с нарушением традиций (не имеет главы). В интерьере классицистические мотивы. Престолы: - Покрова Пресвятой Богородицы (приставной) Настоятель — протоиерей Виталий Тогубицкий |             | Булатниковский проезд, 8а                                  |  |
| Храм мученика Трифона при психоневрологическом интернате № 30 в Чертанове            | 1994           | Приписан к храму Живоначальной Троицы в Чертанове |             | Днепропетровская улица, 14                                 |  |
| Храм Державной иконы Божией Матери в Чертанове                                       | 2001           | В марте 1997 года был построен деревянный храм-часовня. Затем рядом был сооружен большой трехпридельный каменный храм в честь Державной иконы Божией Матери. Престолы: - главный — иконы Божией Матери «Державная» - приставной — святого праведного Иоанна Кронштадтского - нижний храм — страстотерпца Николая II Настоятель — игумен Митрофан (Гудков)                                                                                    |             | Чертановская улица, влад. 2, кор. 2.                       |  |
| Храм Благоверного Князя Димитрия Донского в Садовниках                               | 2001—2005      | Деревянный храм, имеется отдельно стоящая звонница. Планируется строительство каменного храма Димитрия Донского. |             | улица Академика Миллионщикова, вл. 37                      |  |
| Храм святителя Алексия и Тихвинской иконы Божией Матери при ЦКБ МП                   |                | |             | Ленинский проспект, 27                                     |  |
| Храм Троицы Живоначальной в Чертанове                                                | 2004           | Небольшое деревянное здание под восьмигранным шатром, возведено в подражание образцам зодчества Русского Севера. Построено на месте, где планируется строительство нового храмового комплекса. Приделы: - Толгской иконы Божией Матери (северный, в трапезной) |             | Днепропетровская улица, вл. 16                             |  |
| Храм Алексия человека Божия в Садовниках                                             | 2016—2022      | |             | улица Садовники, 4Б стр. 1                                 |  |
| Храм страстотерпца Царя Николая II                                                   | 2014           | Временный храм построен в 2014 году по «Программе 200». Планируется возведение комплекса патриаршего подворья. Настоятель — иерей Тимофей Куропатов |             | Варшавское шоссе, 160а                                     |  |
| Храм Сретения Господня в Бирюлеве                                                    | 2013           | Временный храм построен в 2013 году по «Программе 200». Планируется возведение комплекса патриаршего подворья. Настоятель — протоиерей Димитрий Конюхов |             | Булатниковская улица, напротив вл. 2                       |  |
| Храм Архангела Михаила в Царицыне                                                    | 2014           | Временный храм построен в 2014 году по «Программе 200». Планируется возведение комплекса патриаршего подворья. Настоятель — протоиерей Петр Винокуров |             | Луганская улица, вл. 11                                    |  |
| Храм Благовещения Пресвятой Богородицы в Царицыне                                    | 2012—2013      | Временный храм построен в 2012-2013 годах по «Программе 200». Планируется возведение комплекса патриаршего подворья. Настоятель — иерей Матфей Хаустов |             | Севанская улица, вл. 29                                    |  |
| Храм иконы Божией Матери «Нечаянная радость» в Чертанове                             | 2018—2019      | Храм построен в 2018-2019 годах по «Программе 200». Планируется возведение комплекса патриаршего подворья. Настоятель — протоиерей Виктор Гусев |             | Днепропетровская улица, вл. 4А                             |  |
| Храм Почаевской иконы Божией Матери в Чертанове                                      | 2014—2015      | Временный храм построен по программе «Программе 200» и освящён в 2015 году. На месте временного храма планируется возведение комплекса патриаршего подворья. Настоятель — иерей Михаил Негря |             | Кировоградская улица, вл. 21А                              |  |
| Храм Митрофана Воронежского в Москворечье                                            | 2015           | Временный храм построен в 2015 году по программе «Программе 200». Планируется возведение комплекса патриаршего подворья. Настоятель — иерей Георгий Баронец |             | Пересечение Кавказского бульвара и Пролетарского проспекта |  |
| Храм Киприана Московского в Чертанове                                                | 2013—2014      | Временный храм построен в 2013-2014 году по программе «Программе 200». Планируется возведение комплекса патриаршего подворья. Настоятель — иерей Александр Иванченко |             | улица Красного маяка, вл. 19 к. 1                          |  |
| Храм Святого Феодора Ушакова в Нагорном                                              | 2017           | Временный храм построен в 2017 году по программе «Программе 200». Планируется возведение комплекса патриаршего подворья. Настоятель — протоиерей Сергий Минаев |             | Электролитный проезд, вл. 2                                |  |
| Храм Святых Веры, Надежды, Любови и матери их Софии в Чертанове                      | 2017           | Временный храм построен в 2017 году по программе «Программе 200». Планируется возведение комплекса патриаршего подворья. Настоятель — иерей Михаил Карпенко |             | улица Подольских Курсантов, вл. 7                          |  |
| Храм Преображения Господня в Нагатине-Садовниках                                     | 2014—2015      | Временный храм построен в 2014-2015 годах по программе «Программе 200». Планируется возведение комплекса патриаршего подворья. Настоятель — иерей Кирилл Кузьмин |             | Коломенский проезд, вл. 13                                 |  |
| Домовый храм Жён-Мироносиц при Первом Московском детском хосписе                     | 2015           | Приписан к храму Живоначальной Троицы в Чертанове. Настоятель — протоиерей Константин Сопельников |             | Чертановская улица, 56а                                    |  |
| Домовый храм Николая Чудотворца в Православном центре образования Николая Чудотворца | 2013           | Приписан к храму Сретения Господня в Бирюлеве. Настоятель — протоиерей Димитрий Конюхов |             | Булатниковский проезд, 16к3                                |  |
| Храм Серафима Саровского на Покровском кладбище                                      | 2005           | Настоятель — протоиерей Сергий Мельникас |             | улица Подольских Курсантов, 24                             |  |